# Tegenaria dentifera
Tegenaria dentifera är en spindelart som beskrevs av Kulczynski 1908. Tegenaria dentifera ingår i släktet husspindlar, och familjen trattspindlar.
Artens utbredningsområde är Cypern. Inga underarter finns listade i Catalogue of Life.